# Блакитний алмаз Таверньє

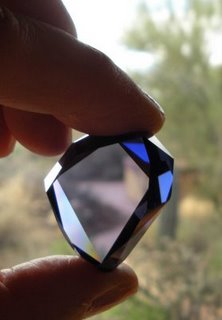
Цирконієва копія блакитного алмаза Таверньє

Блакитний алмаз Таверньє — легендарний дорогоцінний камінь, ймовірно, привезений з Індії Жаном-Батистом Таверньє. Залишається найбільшим із будь-коли виявлених блакитних алмазів, навіть після відкриття родовищ Африки, Сибіру, Австралії, Бразилії та Канади.
Вважають, що в результаті обробки цього каменя отримано алмаз Хоупа і ще низку дрібніших каменів.

## Історія
Вважають, що це був алмаз типу IIb, що сформувався в умовах надвисоких тисків та температур. Алмази типу IIb становлять близько 0,1 % всіх природних алмазів, тому вони рідкісні і дуже цінні.
Очевидно, його видобули в Коллурських копальнях. Мандрівник і комерсант Жан-Батист Таверньє придбав його 1666 року в окрузі Ґунтур (Андгра-Прадеш). Він вивіз цей камінь разом із близько тисячі інших красивих діамантів (зокрема двох блакитних). Вважалося, що це каміння купувалося дешевше через його колір: керівна мусульманська династія надавала перевагу каменям ісламських кольорів, тобто червоним, зеленим і білим, а сині вважала не вартими уваги.
Камінь продано Людовику XIV 1669 року за 220 000 ліврів. Історик Річард Вайз стверджує, що реальна ціна каменя становила 770 000 ліврів і що Таверньє поступився ним за 220 000 в обмін на дворянський титул, придбаний у генерального контролера фінансів Жана-Батиста Кольбера (ціна титулу становила близько 500 000).
Камінь спочатку виставили в Сен-Жерменському палаці. 1671 року король вирішив, що камінь виглядатиме ефектніше, якщо його огранити. Огранювання доручили ювеліру Жану Піттану (Jean Pittan), який розділив камінь на частини. Він витратив кілька років на розробку форми основного каменя на 69 каратів, який отримав 72 грані. У такому вигляді він був відомий як «блакитний француз».

## Характеристики каменя
Алмаз був грубо обробленим (відшліфованим за природними напрямками кристалізації) каменем, масу якого зараз оцінюють у 115,16 сучасних метричних каратів, без дефектів та вад. Таверньє описував його колір як «фіолетовий», що на той час було синонімом темно-синього кольору.

## Подальша доля частин каменя

### «Блакитний француз»
За Людовика XV цей камінь прикрашав королівську підвіску з орденом Золотого руна.
1783 року «Блакитний француз» з'являється в реєстрі коштовностей Корони. У ньому згадується про «дуже великий блакитний діамант, у формі серця, вагою 67 і 1/8 карата». Камінь оцінювали в 1 000 000 ліврів.
Підвіску разом із діамантом украдено між 11 та 16 вересня 1792 року під час революційних заворушень. Коли короля та його сім'ю посадили під домашній арешт, у королівську скарбницю проникли злодії. Переважну більшість коштовностей корони також вкрадено (9000 дорогоцінних каменів ціною в сім тонн золота, ювелірні вироби, вироби зі срібла та дорогоцінного каміння тощо).

### Діамант імператриці Марії Федорівни
За легендою, один із менших каменів, що залишилися після розпилу алмаза Таверньє, синій камінь на 7,6 карата, вставлено в перстень імператриці Марії Федорівни, другої дружини російського імператора Павла I. 1860 року імператриця Олександра передала його до Державного алмазного фонду.